# 東浦線
東浦線（朝鲜语：／ Tongp'o sŏn */?）是朝鮮民主主義人民共和國咸镜北道的一條鐵道線路，站點為鍾城站到东浦站。

## 路线概况
- 距离：15.6km
- 车站数：2
- 轨距：1435mm
- 电气化区间：无
- 复线区间：无